# San Pedro Sula

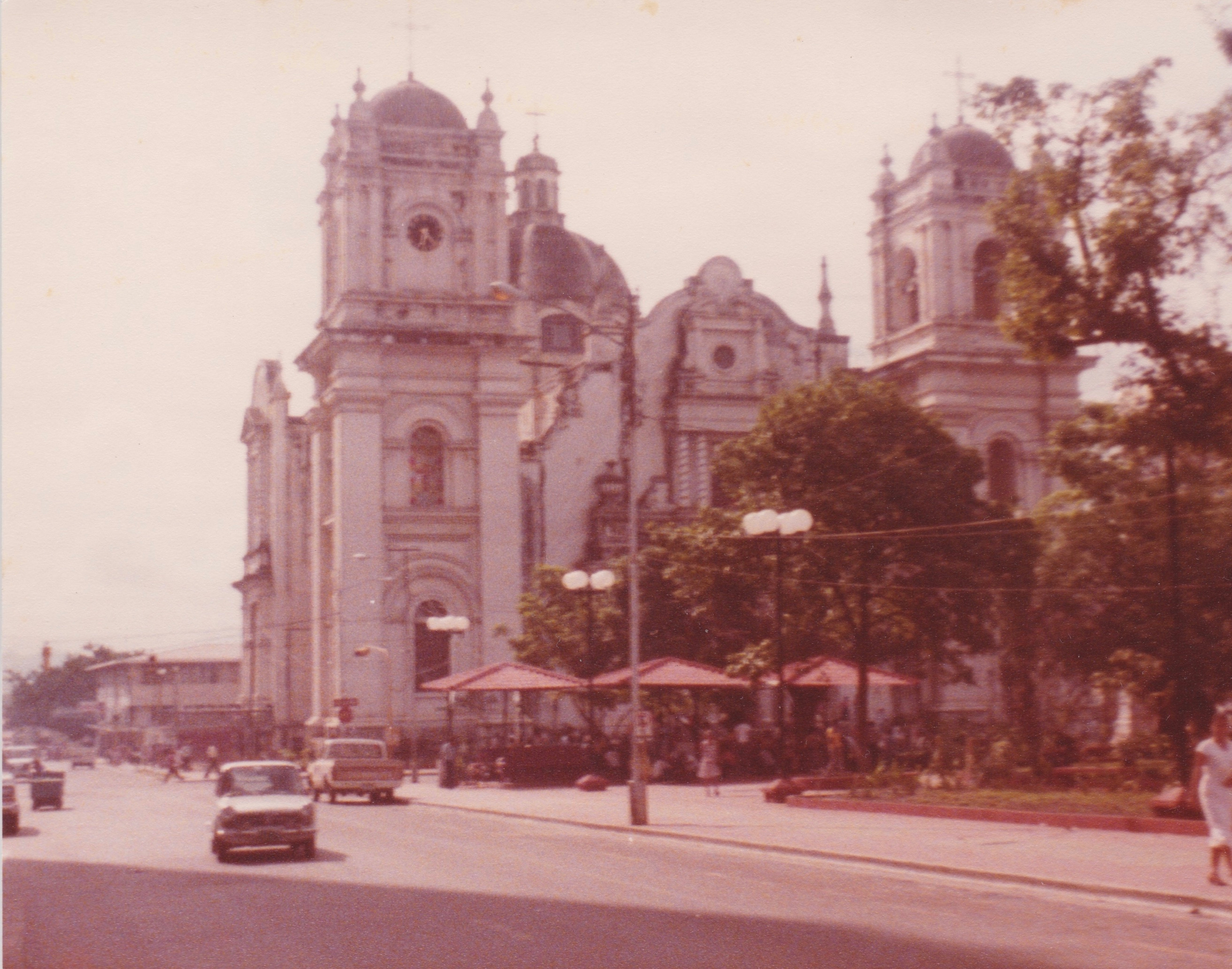
Katedra w San Pedro Sula

San Pedro Sula – miasto w północno-zachodnim Hondurasie, położone około 60 km od wybrzeża Morza Karaibskiego. Drugie pod względem liczby ludności miasto kraju. Ludność: 437,8 tys. mieszk. (2001). Ośrodek administracyjny departamentu Cortés.
Miasto zostało założone 27 czerwca 1536 przez Pedro de Alvarado jako Villa de San Pedro de Puerto Caballos. Ale już od XVI wieku używana jest nazwa San Pedro Sula odnosząca się do jego położenia w dolinie Sula. Silnym bodźcem do rozwoju miasta było doprowadzenie linii kolejowej, która połączyła je z portem Puerto Cortés w 1888 (stolica kraju Tegucigalpa położona 400 km w głębi lądu nie posiada połączenia kolejowego). Od tej pory San Pedro Sula stanowi główny ośrodek finansowy i gospodarczy kraju, położony w centrum dużego regionu uprawy bananów i trzciny cukrowej. W mieście rozwinął się głównie przemysł cukrowniczy, tytoniowy, browarniczy oraz bawełniany. Znajduje się tutaj międzynarodowy port lotniczy (SAP), jeden z głównych portów kraju. W mieście działa uniwersytet Universidad de San Pedro Sula, założony w 1978 r.
W mieście znajduje się muzeum archeologiczne, które posiada znaczne zbiory sztuki prekolumbijskiej.
Miasto boryka się z problemem wojny gangów narkotykowych. W roku 2011 w mieście zostały zabite 1143 osoby, co w przeliczeniu na liczbę ludności daje najwyższy procent na świecie, dlatego też miasto zostało uznane za jedno z najniebezpieczniejszych miast świata.

## Sport
Swoje siedziby mają tu Real España i CD Marathón.
Urodził się tu David Suazo, reprezentant Hondurasu, od 2007 r. piłkarz Interu Mediolan.
W mieście znajduje się hala sportowa Gimnasio Municipal.

## Miasta partnerskie
- Portland, Stany Zjednoczone
- Taizhong, Republika Chińska
- Duisburg, Niemcy
- Coro, Wenezuela
- Monterrey, Meksyk